# Santinho Lopes Monteiro
Santinho Lopes Monteiro (Rotterdam, 16 februari 1979) is een voormalig  profvoetballer die zowel de Nederlandse als de Kaapverdische nationaliteit heeft. Hij beëindigde zijn actieve profloopbaan in 2007 bij AGOVV Apeldoorn.
In het seizoen 1998/1999 maakte hij zijn profdebuut voor RKC Waalwijk, waarvoor hij slechts één keer uitkwam: op 20 september 1998 in het duel tegen sc Heerenveen (0-4), toen hij na 73 minuten inviel voor Adilson Ben David dos Santos. Hij werd dat seizoen verhuurd aan RBC, waarvoor hij 15 wedstrijden speelde.
In 1999 tekende hij bij Excelsior, waar de middenvelder in twee seizoenen in 23 wedstrijden in actie kwam. Na twee seizoenen kwam hij in 2001 bij AGOVV terecht, dat destijds nog een amateurclub was. In 2003 keerde AGOVV terug in het profvoetbal en werd hij een belangrijke basisspeler bij de club uit Apeldoorn.
In 2017 woont hij in Luxemburg en gaat spelen als amateur bij Racing FC Union Luxemburg.

## Clubstatistieken
| Seizoen   | Club            | Duels | Goals | Competitie           |
| --------- | --------------- | ----- | ----- | -------------------- |
| 1998–1999 | RKC Waalwijk    | 1     | 0     | Eredivisie           |
| 1998–1999 | → RBC           | 15    | 2     | Eerste divisie       |
| 1999–2000 | Excelsior       | 1     | 0     | Eerste divisie       |
| 2000–2001 | Excelsior       | 22    | 7     | Eerste divisie       |
| 2001–2002 | AGOVV           | —     | —     | Zondag Hoofdklasse C |
| 2002–2003 | AGOVV           | —     | —     | Zondag Hoofdklasse C |
| 2003–2004 | AGOVV Apeldoorn | 36    | 10    | Eerste divisie       |
| 2004–2005 | AGOVV Apeldoorn | 36    | 13    | Eerste divisie       |
| 2005–2006 | AGOVV Apeldoorn | 33    | 10    | Eerste divisie       |
| 2006–2007 | AGOVV Apeldoorn | 18    | 5     | Eerste divisie       |
| 2007-2008 | Vitória SC      | 0     | 0     | Liga Portugal        |
| Totaal    | Totaal          | 162   | 47    |                      |

## Erelijst
AGOVV Apeldoorn
- Algemeen zondagkampioenschap

2002
- Algeheel amateurkampioen van Nederland

2002

## Interlands

### Kaapverdiaans elftal
In november 2002 werd Santinho opgeroepen door de Kaapverdiaanse bondscoach voor een oefenduel van het Kaapverdiaans elftal deze wedstrijd, nam Kaapverdië het op tegen Senegal In de 46e minuut debuteerde Santinho in het Kaapverdiaans elftal, het wedt een gelijkspel.